# Перести облаци
Перестите облаци (на латински: Cirrus, Ci) представляват отделни бели влакнести облаци, които често сменят формата си. Обикновено са много тънки и полупрозрачни, съвсем леко засенчват слънчевата светлина. Вертикалната им мощност е около 100 m, но понякога са с по-плътни или памукоподобни образувания. Лесно се отличават от средновисоките облаци по тънкостта, прозрачността и отчетливо влакнестия си строеж. Различават се от пересто-купестите облаци (Cirrucumulus, Cc) по отсъствието на вълнообразна или парцалива структура, а за разлика от пересто-слоестите облаци (Cirrostratus, Cs) не образуват плътна пелена. В здрач остават дълго осветени от Слънцето. При настъпване на мрака изглеждат тъмни и плътни.
Според морфологичната класификация на облаците, която е съставена въз основа на външния вид и височината на разположение на облаците, перестите облаци са в семейството на високите облаци. Това са най-високо разположените в тропосферата облаци. В полярните области височината на долната граница на тези облаци е най-ниска. Тя е между 3000 и 7600 m. Над тропичния пояс се разполагат на най-високо – от 6100 до 18 000 m. В умерените ширини варира между 5000 и 14 000 m. Образуват се при ниски температури и се състоят от ледени кристали.

## Описание
Перестите облаци са със средна вертикална мощност 1500 m, като тя варира между 100 и 8000 m. Средното съдържание на ледени кристали е 30 на литър, като то варира в широки граници, от 1 леден кристал на 10 000 литра до 10 000 ледени кристала на литър. Дължината на ледените кристали е от 0,01 mm до няколко mm, средната им дължина е 0,25 mm. Температурата в перестите облаци е от -20 до -30 °C.
Ледените кристали в перестите облаци са с различна форма и с различни размери. Те представляват плътни стълбчета, кухи стълбчета, плочки, розетки и конгломерати – съвкупност от различни видове. Формата им се определя от температурата на въздуха, атмосферното налягане и наситеността на облака с лед. В умерения пояс в горната част на облака се образуват стълбчетата и плочките, а близо до основата – розетки и конгломерати. Над Арктика се образуват стълбчета, плочки и конгломерати, които са над четири пъти по-големи от средния размер. Над Антарктика перестите облаци обикновено се състоят само от стълбчета, които са по-дълги от средното.
За изследване на характеристиките на перестите облаци се използват няколко метода. Един от тях е чрез светлинно откриване и измерване. Той дава много точна информация за височината на долната основа, дължината и вертикалната мощност на облака. Чрез балони се извършва проучване на влажността на облаците, но те не дават достатъчно точна информация за вертикалната мощност на облака. С помощта на пилотен балон се определя инструментално долната основа на перестите облаци. За това е необходимо да се знае вертикалната скорост на балона и момента в който той се скрива в облака. За установяване на границата в нощно време се използват прожектори. Друг начин за определяне на долната граница и мощността на облаците, се използва облакомер. Чрез радари се получава информация за надморската височина и вертикалната мощност на перестите облаци. Друг източник на информация е чрез спътникови сателити от програмата Gas Experiment. Тези сателити проверяват къде инфрачервеното излъчване се абсорбира в атмосферата, и ако тя се абсорбира на височината, на която се намират перестите облаци, значи там има от този вид. НАСА също прави проучвания чрез MODerate resolution Imaging Spectroradiometer за наличието на перести облаци чрез измерване на отразеното инфрачервено излъчване. През нощта сателитите забелязват инфачервените сенки, тъй като инфрачервената светлина се отразява в перестите облаци и се връща обратно на Земята. Визуалните наблюдения от въздухоплавателно средство или от земната повърхност също дават допълнителна информация за перестите облаци.
Въз основа на данни получени от Съединените американски щати чрез тези методи, се забелязва денонощно и сезонно вариране на покривката от перести облаци. През лятото по обяд покритието на небето с перести облаци е най-малко – 23 %. Около полунощ покритието с перести облаци се увеличава до около 28 %. През зимата няма съществени разлики в покритостта на небето с перести облаци от сутрин до вечер. Чрез сателитни данни перестите облаци обхващат 20 – 25 % от атмосферата, докато в тропичните райони те покриват около 70 % от повърхността.
Перестите облаци биват четири различни вида Cirrus castellanus, Cirrus fibratus, Cirrus spissatus и Cirrus uncinus, всеки от които се състои от четири разновидности Cirrus intortus, Cirrus vertebratus, Cirrus radiatus и Cirrus duplicatus.

## Образуване
Перестите облаци се образуват, когато водната пара достигне до по-голяма надморска височина. Атмосферното налягане варира между 600 mbar на 4000 m и 200 mbar на 12 000 m. Поради ниската влажност тези облаци са много тънки.
При приближаване на топъл фронт най-високо и най-отпред се виждат перестите облаци, които са негови предвестници. Намират се на няколкостотин метра, до 1000 m от топлия фронт.

## Структура
Имат влакнеста структура и се простират във вид на нишки, перца и снопчета с бял цвят, понякога с копринен блясък. Поради вертикални въздушни течения придобиват форма на завити нагоре куки. Това предхожда влошаване на времето.

## Характеристика
Те са най-високите облаци от семейството на високите облаци. Осветяват се най-рано преди изгрев слънце и придобиват ярко жълт или червен цвят, започват да тъмнеят най-късно след залез. През деня през тях прозира сиво-синьото небе, а при настъпване на мрака изглеждат плътни и тъмни. При перестите облаци няма наличие на валеж.

## Видове
- Cirrus fibratus – почти прави или леко извити бели влакна, които винаги са фини и не завършват с куки или снопчета;[20]
- Cirrus uncinus – без сиви части, често с формата на запетайки, завършващи на върха с кукичка;[20]
- Cirrus spissatus – петна, които са достатъчно плътни, за да изглеждат сивкави от земята, да замъглят очертанията на Слънцето или дори да го закрият;[20]
- Cirrus castellanus – облачни кули, които се издигат вертикално и са свързани с обща хоризонтална основа;[20]
- Cirrus floccus – малки снопчета с купест вид, като долните части на снопчетата обикновено са разкъсани и често са придружавани от влакнести следи.[20]

## Разновидности
- Cirrus intortus – неравномерно извити нишки, които често изглеждат заплетени по неправилен начин;[20]
- Cirrus radiatus – относително прави успоредни ивици, които като че ли се събират в една точка или две противоположни точки на хоризонта;[20]
- Cirrus vertebratus – облаците са подредени по такъв начин, че приличат на прешлени, ребра или рибена кост;[20]
- Cirrus duplicatus – два или повече наслоени участъка, близки един до друг и понякога частично обединени.[20]

## Ефект върху климата
Перестите облаци покриват 25 % от земната повърхност и оказват затоплящ ефект. Тъй като те са тънки и прозрачни ефективно абсорбират инфрачервеното излъчване от Земята, а отразяват много малка част от слънчевата светлина. Достигащите до 100 m дебелина перести облаци успяват да отразят само около 9 % от постъпващата слънчева светлина, но абсорбира до 50 % от изходящото инфрачервено излъчване. По този начин повишаването на температурата на атмосферата под облаците е средно 10 °C. Този процес е известен като парников ефект.
В резултат на затоплящия ефект перестите облаци се смятат за потенциална частична причина за глобалното затопляне. Твърди се, че глобалното затопляне може да доведе до увеличени на перестите облаци, което ще е причина за повишаване на температурите и влажността. Така площта на перестите облаци ще се уголеми, което ще увеличи отразеното количество инфрачервено излъчване обратно на земната повърхност. Тази хипотеза предполага и възможността за увеличаване на размера на ледените кристали в перестите облаци, което ще е доведе до баланс на отразената слънчева светлина и отразеното инфрачервено излъчване.
В хипотеза на ириса, представена от американския метеоролог от Масачузетския технологичен институт Ричард Линзън, се смята, че увеличаването на температурата на морската повърхност в тропичния пояс ще доведе до по-малко количество на перестите облаци и намаляване на задържаното и върнатото обратно на земната повърхност инфрачервено излъчване.

## Оптични явления
Наличието на перести облаци между наблюдателя и Слънцето или Луната при определени условия води до възникване на светлините явления хало и венци. Те се дължат на отражение и дифракция на слънчевата светлина от ледените кристали в перестите облаци.
Хало се наблюдава при преминаването на слънчевите лъчи през перестите облаци. Причина за появата му е отражението и пречупването на лъчите от ледените кристали. Отделни елементи във външната му форма представляват кръгове, дъги или отделни светли петна – лъжливи слънца и луни. Основната форма на ледените кристали в облаците е шестоъгълна призма. При преминаване на лъчите през кристалите могат да представляват призма с пречупващ ъгъл 60° или 90°. Образ дават само лъчите, които са най-малко отклонени от първоначалната си посока.
Ако главните оси на кристалите в облака са вертикални, а Слънцето е близо до хоризонта, т.е. лъчите са му почти успоредни на хоризонта, кристалите пречупват слънчевите лъчи като призма с ъгъл 60°. От голямото количество ледени кристали върху страничните стени, на които лъчите падат поод различни ъгли, образ дават онези, които отклоняват слънчевите лъчи в двете страни на ъгъл около 22°. Поради това на 22° наляво и надясно от Слънцето се образуват две петна, наречени лъжливи слънца. В близката до Слънцето страна те са оцветени в червено.
Предимно самостоятелно, но понякога и заедно с някои от елементите на хало – кръг 22° или 46° около Слънцето или Луната, покрити с тънък воал перести облаци, се наблюдава светъл цветен ореол в непосредствена близост до тях. От вътрешната си страна е синкав, а от външната е червено-оранжев. Понякога около външната му страна се разполагат до три на брой концентрични пръстени. Разположението на цветовете в тях е същото като в ореола.
Перестите облаци изпълняват ролята на дифракционна решетка с отвори и процепи – капките и кристалите, които са разпределени случайно. Заради това дифракционните спектри имат пръстеновидна форма.
Според народните вярвания появата на хало и венци около Слънцето и Луната се смятат за признак за разваляне на времето.